# Tandverbinding

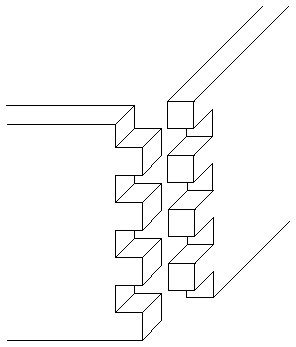
Tandverbinding

Een tandverbinding is een houtverbinding, die toegepast kan zijn om twee onder een haakse hoek staande houtdelen te verbinden. Bij onder meer meubilair kunnen de hoekverbindingen van een lade uit tandverbindingen bestaan.